# Galeottia
Galeottia је род, из породице орхидеја Orchidaceae. Род има 119 врста, пореклом из Јужне Америке, Централне Америке и јужни Мексико.

## Врсте
1. Galeottia acuminata (C.Schweinf.) Dressler & Christenson
2. Galeottia antioquiana (Kraenzl.) Dressler & Christenson
3. Galeottia burkei (Rchb.f.) Dressler & Christenson
4. Galeottia ciliata (C.Morel) Dressler & Christenson
5. Galeottia colombiana (Garay) Dressler & Christenson
6. Galeottia fimbriata (Linden & Rchb.f.) Schltr.
7. Galeottia grandiflora A.Rich.
8. Galeottia jorisiana (Rolfe) Schltr.
9. Galeottia marginata (Garay) Dressler & Christenson
10. Galeottia negrensis Schltr.
11. Galeottia peruviana D.E.Benn. & Christenson
12. Galeottia prainiana (Rolfe) Dressler & Christenson